# Parque nacional Altai Tavan Bogd

Mapa de las fronteras del parque, Altái Tavan Bogd

Parque nacional Altai Tavan Bogd ( en mongol: Алтай Таван богд байгалийн цогцолбор газар , Complejo natural de los cinco santos de Altai ) es un parque nacional en la provincia de Bayan-Ölgii, en el oeste de Mongolia. El parque incluye el lado mongol del macizo de Tavan Bogd, que está dividido por la triple frontera con Rusia y China en las montañas de Altái.
Cubre 6 362 kilómetros cuadrados y se encuentra al sur de Tavan Bogd, la montaña más alta de Mongolia. Incluye los lagos Jotón, Khurgan y el lago Dayan. El área protegida está habitada por especies como el borrego argalí, la cabra montés, el ciervo colorado, la garduña, el alce, el gallo de las nieves y el águila real .
Los complejos petroglíficos del Altái de Mongolia, declarados Patrimonio de la Humanidad ( UNESCO ), se encuentran dentro del parque nacional Altái Tavan Bogd. El sitio del Patrimonio Mundial cubre tres lugares con varios miles de petroglifos y monolitos turcos, incluidas las pinturas rupestres de Tsagaan Salaa con más de 10,000 dibujos rupestres en 15 km de valle fluvial.